# Benedetto Benedetti (Drehbuchautor)
Benedetto Benedetti (* 1. Dezember 1924 in Perticara, Fraktion von Novafeltria; † vor oder am 20. Januar 2014 in Rimini) war ein italienischer Drehbuchautor, Dokumentarfilmer, Filmproduzent und Buchautor der 1962 für einen Oscar nominiert war und für seinen Roman La signorina Notte mit dem Premio Frontino 2008 für Belletristik ausgezeichnet wurde.

## Biografie
Gleich für einen seiner ersten Filme L’uomo in grigio erhielt Benedetti 1962 eine Oscar-Nominierung in der Kategorie „Bester Dokumentar-Kurzfilm“. Die Trophäe ging jedoch an Frank P. Bibas und den Film Project Hope. Benedetti bekam für seinen Film allerdings den Goldenen Löwen von Venedig.
Benedettis Lebenslauf weist Tätigkeiten als Journalist, Dramatiker, Schauspieler, Drehbuchautor und Musikkritiker auf. In dem satirischen Spielfilm Sai cosa faceva Stalin alle donne (1969) von Maurizio Liverani findet man ihn in der Rolle des à la page-Autors. Im Film kommen zwei junge kommunistische Intellektuelle, Anhänger des Krieges, nach Rom, wo sie den Schutz eines wichtigen linken Politikers finden. Bei Tonino Cervis Fantasyfilm Il Delitto del Diavolo – Le Regine  (1970) war Benedetti am Drehbuch beteiligt. Darin geht es um einen mysteriösen Motorradfahrer, der einen Abstecher in den Wald macht und dort auf ein Haus mit drei Schwestern trifft, die nicht die sind, für die sie sich ausgeben. Nebenher schrieb Benedetti für Provinzzeitungen oder kümmerte sich um halbgeheime Publikationen, die den napoleonischen Vormarsch auf die Romagna zum Thema hatten.
Auch Bronte. Vronaca die un massacro che i libri di storia non hanno raccontato  (1972) unter der Regie von Florestano Vancini, ein Film der bemerkenswertes ziviles Engagement thematisiert, war einer der Filme, für den Benedetti das Drehbuch schrieb. Der Film berichtet über ein Massaker, das dem Aufstand der Bevölkerung eines sizilianischen Dorfes im Anschluss an den Zug der Tausend folgte, von dem die Geschichtsbücher – laut Filmtitel – nichts erzählen.
Benedettis Roman La signorina Notte gilt offiziell als sein Erstlingswerk, obwohl zwei Kapitel daraus zuvor bereits als eigenständige Novellen für einen Band des Rimini-Verlegers Raffaelli mit dem Titel L’invornita im Jahr 2000 erschienen waren. La signorina Notte ist eine Geschichte, die von Apo erzählt, einem Alter Ego des Autors.
Benedetti ist der Vater von Helena Frith Powell, die in Schweden geboren wurde und als Journalistin und Schriftstellerin tätig ist. Sie schrieb unter anderem das Buch Ciao Bella: In Search of My Italian Father (Auf der Suche nach meinem italienischen Vater).

## Rezeption

### Filmografie (Auswahl)
- 1958: La Vita e un Dono (Kurzfilm; Produzent)
- 1961: L’uomo in grigio (Kurzfilm; Produzent)
- 1961: Insel der weißen Wasser (Scano Boa; Drehbuch)
- 1966: Quando la pelle brucia (Drehbuch)
- 1967: Töte, Django (Se sei vivo spara; Drehbuch)
- 1969: Sai cosa faceva Stalin alle donne? (Schauspieler, Drehbuch)
- 1969: Mercanti di vergini (Drehbuch)
- 1970: Il Delitto del Diavolo – Le Regine (Drehbuch)
- 1970: Der große Irrtum (Il conformista; Besetzung)
- 1972: Bronte. Vronaca die un massacro che i libri di storia non hanno raccontato (Drehbuch)
- 1975: …a tutte le auto della polizia… (Besetzung)

### Auszeichnungen
- 1962: Oscarnominierung für Benedetto Benedetti und den Film L’uomo in grigio.
- 1962: Goldener Löwe von Venedig für L’uomo in grigio
- Premio Frontino 2008 für den Roman La signorina Notte